# Louisa Baïleche
Louisa Baïleche, född 4 januari 1977 utanför Paris i Frankrike, är en fransk sångerska och dansare. Hennes mor var italienska och hennes far algerisk-kabylisk.
Baïleche har blivit känd som skådespelerska och dansare, samt som rock- och chansonsångerska.
År 1999 spelade hon rollen som Luisa Contini i den franska uppsättningen av musikalen Nine.
Baïleche representerade Frankrike i Eurovision Song Contest 2003 med bidraget Monts et Merveilles, med vilken hon fick 19 poäng och slutade på 18:e plats. Bidraget beskrevs som en klassisk, högrest ballad som fick andra bidrag att te sig vulgära.
År 2015 gav hon ut albumet Terra Mia där hon anknyter till sina italienska rötter och minns sin barndom och sin mors traditionella sånger. Arrangemangen har medelhavskaraktär med franskt dragspel men med inslag av arabiska trummor. Hon sjunger egna texter, samtida kompositioner av italienska artister och den traditionella toskanska kärlekssången "Cade le ulive", med en referens till olivskörden.

## Diskografi
- 2015 – Terra Mia, Mix & Métisse (69343MAD)